# Reinhold Ewald
Reinhold Ewald (ur. 18 grudnia 1956 w Mönchengladbach) – niemiecki fizyk i astronauta.

## Życiorys
Ukończył studia na Uniwersytecie Kolońskim, w 1983 uzyskał dyplom z fizyki eksperymentalnej, 1983–1987 zajmował się badaniami naukowymi na Uniwersytecie Kolońskim i Deutsche Forschungsgemeinschaft (Niemieckiej Federacji Badań Akademickich), w 1987 dołączył do Niemieckiej Agencji Kosmicznej. Jest członkiem Deutsche Physikalische Gesellschaft (Niemieckiego Towarzystwa Fizycznego).
8 października 1990 dołączył do grupy astronautów, po czym wziął udział w szkoleniu wspólnej rosyjsko-niemieckiej drużyny mającej wziąć udział w misji na stację kosmiczną Mir, w Centrum Wyszkolenia Kosmonautów im. J. Gagarina w Gwiezdnym Miasteczku, w 1992 był rezerwowym astronautą podczas misji na stację Mir, pracował wówczas w centrum kontrolnym misji. Następnie wrócił do Niemiec i został zastępcą dyrektora biura astronautycznego w Niemieckiej Agencji Kosmicznej, brał udział w wysyłaniu Spacelabu na misję STS-55 w kwietniu-maju 1993, później został asystentem dyrektora programu kosmicznego Niemieckiej Agencji Kosmicznej, był odpowiedzialny za programy pozaziemskie, loty kosmiczne i programy mikrograwitacji. W 1995 wrócił do Gwiezdnego Miasteczka i wziął udział w szkoleniu do kolejnego programu kosmicznego, Mir '97. Od 10 lutego do 2 marca 1997 jako kosmonauta badacz uczestniczył w misji Sojuz TM-25/Sojuz TM-24, trwającej 19 dni, 16 godzin i 34 minuty. Później, w latach 1998–2002 wykładał na Uniwersytecie Technicznym w Monachium. W lutym 1999 dołączył do Europejskiego Korpusu Astronautów w Europejskim Centrum Astronautycznym w Kolonii. W 2002 zarządzał dwiema misjami Sojuz z astronautami ESA na Międzynarodową Stację Kosmiczną w 2002, kierował również dwiema narodowymi misjami w 2003 i 2004.
W 2015 został profesorem astronautyki i stacji kosmicznych w Instytucie Systemów Lotów Kosmicznych na Uniwersytecie w Stuttgarcie.

## Odznaczenia
- Order Zasługi Republiki Federalnej Niemiec I klasy (1997)
- Order Przyjaźni Narodów (Rosja, 1992)
- Order Męstwa (Rosja, 1997)
- Universal Astronaut Insignia za lot orbitalny (nr 354) – Stowarzyszenie Uczestników Lotów Kosmicznych (Association of Space Explorers(inne języki))[1]